# Mieczysław Wilczewski

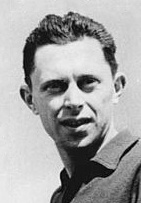
Mieczysław Wilczewski, 1960

Mieczysław Wilczewski (* 30. Oktober 1932 in Zdołbunów, Polen; † 8. Dezember 1993 in Cocoa Beach, USA) war ein polnischer Radrennfahrer.
Beim Friedensfahrtrennen 1954 war er sieben Tage lang Träger des gelben Trikots (Gesamtführender). Er beendete die Rundfahrt auf dem 7. Rang. Nach Beendigung seiner Karriere als Radsportler studierte er und arbeitete er zunächst in Zbolbunowo als Zahnarzt.

## Palmarès
| Jahr | Erfolg | Erfolg                               | Rennen                               |
| ---- | ------ | ------------------------------------ | ------------------------------------ |
| 1951 | Sieger | ?? Etappe                            | Ägypten-Rundfahrt                    |
| 1952 | 2.     | 09. Etappe                           | Polen-Rundfahrt                      |
| 1952 | Sieger | 10. Etappe, Teil a                   | Polen-Rundfahrt                      |
| 1952 | 2.     | 11. Etappe                           | Polen-Rundfahrt                      |
| 1953 | 2.     | 01. Etappe                           | Polen-Rundfahrt                      |
| 1953 | Sieger | 04. Etappe                           | Polen-Rundfahrt                      |
| 1953 | Sieger | 05. Etappe                           | Polen-Rundfahrt                      |
| 1953 | 2.     | 06. Etappe                           | Polen-Rundfahrt                      |
| 1953 | 2.     | 07. Etappe                           | Polen-Rundfahrt                      |
| 1953 | Sieger | 09. Etappe                           | Polen-Rundfahrt                      |
| 1953 | 2.     | 10. Etappe                           | Polen-Rundfahrt                      |
| 1953 | 2.     | 11. Etappe                           | Polen-Rundfahrt                      |
| 1953 | 2.     | 13. Etappe                           | Polen-Rundfahrt                      |
| 1953 | Sieger | Gesamtwertung                        | Polen-Rundfahrt                      |
| 1953 | Sieger | 10. Etappe                           | Friedensfahrt                        |
| 1953 | 3.     | Nationalmeisterschaft, Straße, Polen | Nationalmeisterschaft, Straße, Polen |
| 1954 | Sieger | 1. Etappe                            | Friedensfahrt                        |
| 1954 | Sieger | 02. Etappe                           | Friedensfahrt                        |
| 1954 | 2.     | 04. Etappe                           | Friedensfahrt                        |
| 1955 | 2.     | 4. Etappe                            | Polen-Rundfahrt                      |
| 1955 | Sieger | 6. Etappe                            | Polen-Rundfahrt                      |
| 1955 | 2.     | 8. Etappe                            | Polen-Rundfahrt                      |
| 1959 | 2.     | 5. Etappe                            | Polen-Rundfahrt                      |
| 1960 | 2.     | Nationalmeisterschaft, Straße, Polen | Nationalmeisterschaft, Straße, Polen |